# NBA G聯盟
NBA G聯盟是美國國家籃球協會官方支持的篮球发展组织。联盟在2001年秋季開始時共有8支队伍，直到2005年夏季曾被稱爲国家篮球发展联盟（英語：National Basketball Development League，縮寫：NBDL），此後改名為NBA发展联盟（英語：NBA Development League，縮寫：D-League）。2017年起，與開特力簽下多年合約，並把品牌重塑為NBA G聯盟。截至2024-25球季，參賽球隊數目為31支。目前大部份NBA球隊均有其所專屬的G聯盟球隊。

## 歷史

### 國家籃球發展聯盟(NBDL) (2001–2005)
這個聯盟最早在2001-02賽季以國家籃球發展聯盟(英語：National Basketball Development League，簡稱NBDL)的名稱成立。最早的八支球队全都位於美國東南部地區(即弗吉尼亚州，南卡罗来纳州，北卡罗来纳州，阿拉巴马州和喬治亞州)。

### NBA發展聯盟 (2005–2017)
2005年，聯盟被更名為NBA發展聯盟(英語：NBA Development League，簡稱NBA D-League)，發展聯盟改名是NBA集體談判協議的其中一環，也讓發展聯盟透過與NBA的聯繫來吸引更多球迷。在當年的休賽季，由大衛·卡恩領導的西南籃球有限公司獲得聯盟許可經營四支球隊西南籃球公司隨後買下了三支現有球隊與成立了一支新球隊：分別是阿爾伯克基雷鳥、奧斯汀公牛與沃思堡飞翔者和新成立的土爾沙66人。ABA聯盟的阿肯色震圈在2005-06賽季時加盟發展聯盟。2006年2月,贝克斯菲尔德果醬队宣布加入联盟，成为第一支进入发展联盟的加州球队。兩個月後,联盟宣布四支原属大陆篮球协会（Continental  Basketball  Association，簡稱CBA）的球队加盟，分別是四支球队，達科他巫師、蘇瀑天空力量、愛達荷奔腾和一支原訂於CBA下個賽季加盟的科罗拉多十四人。不久之後，聯盟宣布新的擴增球隊安納罕兵工廠。與洛杉磯防禦者。防禦者是第一支由NBA球隊直接經營的發展聯盟隊伍，由洛杉磯湖人單獨經營。
然而，不斷的向西擴張導致了NBA擁有的羅阿諾克炫目與費耶特維爾愛國者宣告解散。佛羅里達火焰也因為場館時間表調度上的困難而宣布暫停運作。2006-07賽季結束後，美國東南部都沒有其他的球隊加入聯盟，直到2016年的擴張隊伍格林斯博羅蜂群加盟。
在2006年到2009年不斷的擴大聯盟後，聯盟內部的球隊數量相當穩定，只有零星的幾個球隊加盟。2009年，休斯頓火箭與里奧格蘭德山谷毒蛇簽訂了第一個專一的隊伍合作關係，稱為複合模式。這同時也讓NBA球隊紛紛收購或是與發展聯盟球隊以複合模式簽約。隨著更多的NBA球隊參與，聯盟又在一次的擴大規模。
到了2015年時，最後一支同時隸屬於多支NBA球隊的韋恩堡瘋蟻被印第安納溜馬收購，讓發展聯盟正式進入了第一個所有球隊都只從屬於單一NBA隊伍的賽季。由於不再有任何無關聯的發展聯盟球隊離開，剩下的NBA球隊開始收購或向發展聯盟球隊尋求合作，並將其搬遷到母隊附近。2015年，多倫多猛龍成立了暴龍905。2016年，發展聯盟擴增了三個由NBA球隊擁有的下屬球隊，成為自2007年以來最大的發展聯盟擴張。夏洛特黃蜂隊創造了格林斯博羅蜂群，布魯克林籃網成立長島籃網和芝加哥公牛成立風城公牛。

### NBA G聯盟 (2017–至今)
在2017 - 18賽季，發展聯盟與佳得樂簽下了長期合約，並宣布將改名為NBA佳得樂聯盟，賽季開始前名稱正式訂為“NBA G聯賽”。聯盟中許多隊伍也趁勢重塑了球隊品牌。伊利海鷹搬遷到佛罗里达州莱克兰並更名為萊克蘭魔術，新的伊利海鷹。在加利福尼亞州安大略成立了阿瓜卡連特快艇。密西西比州南海文的孟菲斯疾行，威斯康辛州奧什科甚成立了威斯康辛鹿群。洛杉磯防禦者改為南灣湖人，以反映聯盟名稱的變化。

## 球員
部分從前在NBA选秀中被選出和被NBA解约的球员都参加过这个联盟的比赛。NBA球队亦开始签一些在D-League中成功的球员。2005-2006賽季增加召回和下放的規定：每隊NBA球隊整季保持15名球員名額，包括3名不活躍名額。被下放的NBA合約球員需要不多於2年的NBA經驗。無論此球員一直在D-League打球期間、被召回或下放，其名須在3名不活躍名額中，直至NBA主隊的主教練在NBA賽前決定是否將其換入12名出場名額。每一位可被下放的球員可以被最多3次召回和3次下放。由D-League選秀或個別簽約的球員則不受此限，可以獨自與NBA球隊簽約。
在NBA成功的部分球员曾在D-League打过球，包括拉夫·阿尔斯通、克利斯·安德森、迪文·布朗、鲍比·西蒙森與马库斯·费泽尔。东亚球員方面，孟克·巴特尔曾经在NBDL2004-2005赛季短暂效力过亨茨维尔飞行队，而陳信安也曾於2002年在莫比爾狂歡者隊見習練球三星期。田臥勇太則在2005-2006赛季效力阿尔伯克基雷鸟队至3月16日，並在2006-2007赛季效力贝克斯菲尔德果酱队。河升镇在2005-2006赛季效力沃斯堡飞行队，並在2006-2007赛季效力安納罕兵工廠。

## 小聯盟系統與相關觀感
在2005-2006賽季以前，NBDL和CBA都與NBA並無從屬關係。而歷史上比NBDL更悠久的CBA擔任了NBA農場系統的部分角色，其中包括十天合約的規定：通常在NBA球隊因傷需要更多球員或青睞某個別CBA球員的情形下，NBA球隊以NBA最低工資簽下CBA球員十天。合約可以續簽十天。共二十天后，NBA球隊必須續簽此名球員至賽季完結或將他退回CBA。但由於CBA和NBA的合作關係一向強差人意，雙方並無締結類似美國職棒大聯盟與小聯盟球的農場系統關係。另外由於NBA球隊可自由與各方球員簽約，包括來自歐洲、南美洲、非洲和亞洲等地的球員，NBA對比賽水平較NBA低的CBA球員並不一定青睞。
2005年3月，國家籃球協會主席大卫·斯特恩宣布一个將联盟扩充为擁有15队的小联盟農場系统的计划。两队NBA球队將共享一支发展联盟球队。2006/07赛季，联盟拥有12支球队，每队发展联盟球队将隶属于1至3队NBA球队。2005-2006賽季是小聯盟計劃的第一個賽季；NBA球隊對於D-League作爲NBA小聯盟的計劃的觀感不一。底特律活塞队經理Joe Dumars認爲作出評論前應先知道更多。一名NBA西部联盟的總經理認爲NBA球隊對被下放的球員被培訓的程度沒有控制，因此整個計劃浪費時閒。沃斯堡飞行队的教練Sam Vincent認爲與其讓球員在NBA坐冷板凳，還不如在D-League上場打球。丹佛掘金隊的教練George Karl在D-League宣布四支球队加盟的記者招待會中發言支持NBA應有農場系统。George Karl本人曾在CBA的Montana Golden Nuggets（蒙大拿金磚隊）執教，並於1981和1983年度贏得兩次CBA最佳教練獎。曾在D-League和多伦多猛龙队打球的前球員控球後衛安德烈·巴瑞特與目前在受傷名單中的前鋒佩普·索乌在一次NBATV播出的訪問中認爲D-League提供上場機會，讓他們在NBA打球時會有信心和更加珍惜機會。

## 球隊

### 現有球隊
| 隊伍               | 城市                      | 球館(主場)                     | 球場容量 | 成立年   | 加入年   | 總教練              | NBA附属关系      |          |
| 東區聯盟           | 東區聯盟                  | 東區聯盟                       | 東區聯盟 | 東區聯盟 | 東區聯盟 | 東區聯盟            | 東區聯盟         | 東區聯盟 |
| ------------------ | ------------------------- | ------------------------------ | -------- | -------- | -------- | ------------------- | ---------------- | -------- |
| 伯明罕中隊         | 阿拉巴馬州伯明罕          | 萊加西體育館                   | 17,654   | 2019     | 2019     | T.J. Saint          | 紐奧良鵜鶘       |          |
| 首都Go-Go          | 華盛頓哥倫比亞特區        | 娛樂及體育競技場               | 4,200    | 2018     | 2018     | 柯迪·托珀特         | 華盛頓巫師       |          |
| 克里夫蘭劍客       | 俄亥俄州坎頓              | 沃爾斯坦中心                   | 8,500    | 2001     | 2001     | 邁克·格瑞蒂         | 克里夫蘭騎士     |          |
| 大學公園市天鷹     | 喬治亞州大學公園市        | 捷威中心體育館                 | 3,500    | 2017     | 2017     | 史特夫·根塞         | 亞特蘭大老鷹     |          |
| 德拉瓦藍衣         | 德拉瓦州威明頓            | 大通球館                       | 2500     | 2007     | 2007     | 邁克·朗加巴迪       | 費城76人         |          |
| 印第安納瘋蟻       | 印第安納州印第安納波利斯  | 甘布里吉球館                   | 17,274   | 2007     | 2007     | 湯姆·漢金斯         | 印第安那溜馬     |          |
| 大急流城黃金       | 密西根州沃克市            | 範安德爾競技場                 | 11,500   | 2006     | 2006     | 安德烈·米勒         | 丹佛金塊         |          |
| 格林斯博羅蜂群     | 北卡羅來納州格林斯伯勒    | 諾萬特健康球場                 | 2,500    | 2016     | 2016     | 喬丹·蘇倫坎普       | 夏洛特黃蜂       |          |
| 長島籃網           | 紐約州尤寧戴爾            | 拿騷退伍軍人紀念體育館         | 13,500   | 2016     | 2016     | 姆豐·烏多菲亞       | 布鲁克林篮网     |          |
| 缅因塞爾提克       | 緬因州波特蘭              | 波特蘭展覽館                   | 3,100    | 2009     | 2009     | 空缺                | 波士頓塞爾提克   |          |
| 摩托城巡行         | 密西根州底特律            | 芬韋恩州立大學體育場           | 3,000    | 2006     | 2006     | 賈梅勒·麥克米倫     | 底特律活塞       |          |
| 奧西歐拉魔術       | 佛罗里达州莱克兰          | 銀馬刺競技場                   | 8,000    | 2008     | 2017     | 迪倫·墨菲           | 奥兰多魔术       |          |
| 暴龍905            | 安大略省密西沙加          | 派拉蒙美食中心                 | 5,000    | 2015     | 2015     | 艾瑞克·扈利         | 多倫多暴龍       |          |
| 威斯特徹斯特尼克   | 紐約州白原市              | 威徹斯特縣中心                 | 5,000    | 2014     | 2014     | 德萨盖纳·迪奥普     | 紐約尼克         |          |
| 風城公牛           | 伊利諾州霍夫曼莊園        | 現在競技場                     | 10,000   | 2016     | 2016     | 亨利·多莫坎特       | 芝加哥公牛       |          |
| 威斯康辛鹿群       | 威斯康辛州奧什科甚        | 奧什科甚競技場                 | 3,500    | 2017     | 2017     | 贝诺·乌德里         | 密爾瓦基公鹿     |          |
| 西區聯盟           |                           |                                |          |          |          |                     |                  |          |
| 安大略快艇         | 加利福尼亞州安大略        | 豐田競技場                     | 10,832   | 2017     | 2017     | 保羅·休伊特         | 洛杉磯快艇       |          |
| 奧斯汀馬刺         | 德克薩斯州斯德伯克        | 雪松公園H-E-B中心              | 7,200    | 2001     | 2001     | {威爾·沃格特        | 聖安東尼奧馬刺   |          |
| 愛荷華灰狼         | 愛荷華州狄蒙因            | 富國銀行體育場                 | 16,110   | 2007     | 2007     | 傑夫·牛頓           | 明尼蘇達灰狼     |          |
| 曼菲斯疾行         | 密西西比州南海文          | 蘭德斯中心                     | 8,362    | 2017     | 2017     | 傑森·瑪奇           | 曼菲斯灰熊       |          |
| 奧克拉荷馬藍色     | 奧克拉荷馬州奧克拉荷馬市  | Paycom中心                     | 18,203   | 2001     | 2001     | 卡梅隆·伍茲         | 奧克拉荷馬城雷霆 |          |
| 里奧格蘭德山谷毒蛇 | 德克薩斯州伊達爾戈        | 伯特·奧格登競技場              | 9,000    | 2007     | 2007     | 凯文·伯利森         | 休士頓火箭       |          |
| 撕裂之城混音       | 俄勒岡州波特蘭 (俄勒岡州) | 奇利斯中心                     | 4,852    | 2023     | 2023     | 吉姆·莫蘭           | 波特蘭拓荒者     |          |
| 鹽湖城明星         | 猶他州泰勒斯維爾          | 馬維里克中心                   | 12,500   | 1997     | 2006     | 史蒂夫·沃傑霍夫斯基 | 猶他爵士         |          |
| 聖克鲁斯勇士       | 加利福尼亞州聖塔克魯茲    | 凱撒永久體育場                 | 2,505    | 1995     | 2006     | 尼克·柯爾           | 金州勇士         |          |
| 蘇瀑天空力量       | 南達科他州蘇瀑            | 桑福德五角大廈                 | 3,250    | 1989     | 2006     | 卡西布·鮑威爾       | 邁阿密熱火       |          |
| 南灣湖人           | 加利福尼亞州瑟袞多        | 加州大學洛杉磯分校健康培訓中心 | 750      | 2006     | 2006     | 戴恩·強森           | 洛杉磯湖人       |          |
| 史塔克頓國王       | 加利福尼亞州史塔克頓      | 基督復臨安息日會健康競技場     | 11,193   | 2008     | 2008     | 昆頓·克勞佛         | 沙加緬度國王     |          |
| 德克薩斯傳奇       | 德克薩斯州弗裏斯科        | 聯信中心                       | 4,500    | 2006     | 2006     | 喬治·加拉諾普洛斯   | 達拉斯獨行俠     |          |
| 墨西哥城隊長       | 墨西哥合眾國墨西哥城      | 墨西哥城競技場                 | 5,242    | 2017     | 2021     | 拉蒙·迪亞斯·桑切斯  | 無               |          |
| 山谷太陽           | 亞利桑那州坦佩            | Mullett體育館                  | 5,000    | 2024     | 2024     | 約翰·蕾托           | 鳳凰城太陽       |          |

### 球隊經營權和NBA的隸屬關係
整個NBA G聯盟的經營模式不盡相同。當NBA球隊越來越願意投資NBA G聯盟時，發展出了兩套相異的經營模式：
- NBA球隊擁有發展聯盟球隊的經營權。
- NBA球隊與發展聯盟球隊保持合作關係，發展聯盟球隊依然獨立經營，由NBA球隊贊助與指導。

NBA球隊持有完整經營權的模式始於2006年，當時NBA球隊開始逐漸收購發展聯盟球隊。當時洛杉磯湖人收購了屬於自己的發展聯盟球隊，最早被稱為洛杉磯防禦者(現為南灣湖人)，隨後聖安東尼奧馬刺在2007年收購奧斯汀公牛(現為奧斯汀馬刺隊）和俄克拉荷马城雷霆於2008年收購了土爾沙66人（現為奧克拉荷馬藍色）。

這讓NBA球隊投入發展聯盟市場，除了收購現有球隊的經營權，也有球隊以擴張球隊的方式創建專屬於自己的發展聯盟隊伍。2011年，克利夫蘭騎士收購新墨西哥雷鳥成為坎頓劍客，金州勇士收購達科他巫師，一年後勇士將巫師搬遷並改名為聖克魯斯勇士。2013年，費城76人隊收購經營困難的猶他閃電，並將他們遷移到特拉華州的紐瓦克，成為特拉華87人（現為特拉華藍衣，並在該州最大的城市威明頓打球）。2014年，紐約尼克成立威斯特徹斯特尼克，成為第七支擁有發展聯盟球隊的隊伍。2015年，多倫多暴龍成立暴龍905。2017年，明尼蘇達灰狼收購愛荷華能量，並將球隊改名為愛荷華灰狼。
2009年，休斯頓火箭和里奧格蘭德山谷毒蛇發展一套新的單一隊伍合作模式，也被稱為複合模式。2010年11月，新澤西藍網和春田裝甲宣布他們將在2011-12賽季開始建立了合作關係。2011年6月，紐約尼克和伊利灣海鷹宣布他們將建立合作關係。2012年5月，波特蘭開拓者與愛達荷奔騰建立了合作關係。接下來的一個月，波士頓塞爾提克和緬因紅爪建立了合作關係。2013年6月，邁阿密熱火宣布與蘇瀑天空力量建立了單一合作關係。2013年7月，沙加緬度國王和雷诺大角羊（現為斯托克頓國王隊）合作。2013-14賽季結束後，牛仔隊結束了他們與開拓者的合作，並在2014年6月宣布與猶他爵士合作。在2013-14賽季之後，鎧甲隊搬到了密歇根州的大急流城，並與底特律活塞有合作。從2014年到2017年，孟菲斯灰熊與愛荷華能源有單一隊伍合作。2015年，最後一支從屬於多支球隊的韋恩堡瘋蟻被印第安納溜馬收購，使2015-16賽季成為第一個所有球隊都是從屬單一NBA球隊的賽季。
在某些情況下，NBA球隊會收購原本是合作關係的球隊，進而擁有發展聯盟球隊的完整經營權。2015年3月24日，猶他爵士收購了他們的下屬球隊愛荷華奔騰，一個賽季後遷移並改名為鹽湖城明星。2016年4月11日，菲尼克斯太陽收購他們的下屬球隊貝克斯菲爾德果醬，並宣布將球隊搬遷到亞利桑那州普雷斯科特山谷，改名為北亞利桑那太陽。2016年10月20日，薩克拉門托國王收購了前八個賽季的下屬球隊雷諾大角羊多數股權，並在2017-18賽季後將球隊移至加州斯托克頓，成為斯托克頓國王。2016年12月14日，魔術隊購買了他們的下屬球隊伊利灣海鷹，在2017年將球隊搬遷到佛羅里達州萊克蘭。2017年，邁阿密熱火收購了蘇瀑天空力量的多數股權。

#### 球隊經營權詳細狀況
- NBA球隊持有完整經營權：阿瓜卡連特快艇（洛杉磯快艇），奧斯汀馬刺（聖安東尼奧馬刺），克里夫蘭劍客（克利夫蘭騎士），首都Go-Go（華盛頓巫師），德拉華藍衣（費城76人），伊利灣海鷹（亞特蘭大老鷹），韋恩堡瘋蟻（印第安納溜馬），格林斯博羅蜂群（夏洛特黃蜂），愛荷華灰狼（明尼蘇達灰狼），萊克蘭魔術（奧蘭多魔術），長島籃網（布魯克林籃網），孟菲斯疾行（孟菲斯灰熊），緬因塞爾提克（波士頓塞爾提克），俄克拉荷馬城藍色（俄克拉荷马城雷霆），暴龍905（多倫多暴龍），撕裂之城混音（波特蘭拓荒者），鹽湖城明星（猶他爵士），聖克魯斯勇士（金州勇士），蘇瀑天空力量（邁阿密熱火），南灣湖人（洛杉磯湖人），史塔克頓國王（沙加緬度國王)，威斯特徹斯特尼克（紐約尼克），伯明罕中隊（紐澳良鵜鶘），摩托城巡行（底特律活塞），風城公牛（芝加哥公牛），威斯康辛鹿群（密爾瓦基公鹿）和山谷太陽（鳳凰城太陽）。
- 複合模式經營：大急流城黃金（丹佛金塊），里奧格蘭德山谷毒蛇（休斯頓火箭）和德克薩斯傳奇（達拉斯獨行俠）。
- 不屬於任何NBA球隊：墨西哥城隊長。

### 不再存在的隊伍
| 球队                      | 城市                       | 活跃年份  | 前NBA从属关系 | 注释               |
| ------------------------- | -------------------------- | --------- | --- | ------------------ |
| 格林维尔律动              | 南卡罗来纳州, 南卡罗来纳州 | 2001–2003 | 无 | 联盟宣布解散       |
| 莫比尔狂欢者              | 莫比尔, 阿拉巴马州         | 2001–2003 | 無 | 联盟宣布解散       |
| （北）查尔斯顿鳄鱼        | 查尔斯顿, 南卡罗来纳州     | 2001–2004 | 无 | 改名佛罗里达火焰   |
| 艾許維爾海拔              | 阿什维尔, 北卡罗莱纳州     | 2001–2005 | 无 | 改名土爾沙66人     |
| 哥伦布河龙                | 哥伦布，佐治亚州           | 2001–2005 | 无 | 今奥斯汀馬刺       |
| 亨特维尔飞行              | 亨茨维尔，亚拉巴马州       | 2001–2005 | 无 | 更名阿尔伯克基雷鸟 |
| 费耶特维尔爱国者          | 费耶特维尔，北卡罗莱纳州   | 2001–2006 | 夏洛特山貓、底特律活塞、紐約尼克 | 联盟宣布解散       |
| 罗阿诺克炫目              | 罗亚诺克，弗吉尼亚州       | 2001–2006 | 紐澤西籃網、費城76人、華盛頓巫師 | 联盟宣布解散       |
| 佛罗里达火焰              | 麦尔兹堡，佛罗里达州       | 2001–2007 | 波士頓塞爾提克、邁阿密熱火、奧蘭多魔術、明尼蘇達灰狼                                                                                       | 所有者宣布解散     |
| 阿肯色震圈队              | 小石城, 阿肯色州           | 2004–2007 | 亞特蘭大老鷹、克里夫蘭騎士、孟菲斯灰熊、邁阿密熱火、多倫多暴龍                                                                             | 所有者停办         |
| 沃思堡飞翔者              | 沃斯堡, 得克萨斯州         | 2005–2007 | 夏洛特山貓、達拉斯獨行俠、金州勇士、洛杉磯湖人、費城76人、波特蘭拓荒者                                                                     | 所有者停办         |
| 阿尔伯克基/新墨西哥雷鸟队 | 阿尔伯克基, 新墨西哥州     | 2005–2011 | 克里夫蘭騎士、達拉斯獨行俠、印第安納溜馬、邁阿密熱火、新奥尔良黄蜂、奧蘭多魔術、費城76人、鳳凰城太陽、沙加緬度國王、西雅图超音速、猶他爵士 | 今坎頓劍客         |
| 土爾沙66人                | 塔尔萨, 俄克拉荷马州       | 2005–2014 | 奧克拉荷馬雷霆、密爾瓦基公鹿、紐約尼克 | 今奧克拉荷馬藍色   |
| 安納罕兵工廠              | 阿纳海姆, 加利福尼亚州     | 2006–2009 | 亞特蘭大老鷹、洛杉磯快艇、奧蘭多魔術、波特蘭拓荒者                                                                                         | 今春田裝甲         |
| 科罗拉多14人              | 布鲁姆菲尔德), 科罗拉多州  | 2006–2009 | 丹佛金塊、紐澤西籃網、多倫多暴龍 | 今德克薩斯傳奇     |
| 達科他巫師                | 俾斯麦, 北达科他州         | 2006–2012 | 芝加哥公牛、金州勇士、孟菲斯灰熊、華盛頓巫師                                                                                               | 今圣克鲁斯勇士     |
| 犹他闪电                  | 奥勒姆, 犹他州             | 2007–2011 | 亞特蘭大老鷹、波士頓塞爾提克、猶他爵士 | 今德拉瓦87人       |
| NBA G聯盟引爆者           | 內華達州亨德森             | 2020–2024 | 無 |                    |

### 球隊變遷
褐色為現有球隊。
藍色為已解散球隊或更名前的球隊。
綠色為預計成立的球隊。

現有球隊 曾參賽球隊或更名前球隊 選擇退出賽季 參加其他聯盟

## 聯盟榮譽

### 歷屆總冠軍
| 年份 | 總冠軍               |
| ---- | -------------------- |
| 2002 | 格林維爾律動         |
| 2003 | 莫爾比狂歡者         |
| 2004 | 阿什維爾高地         |
| 2005 | 阿什維爾高地         |
| 2006 | 阿爾伯克基雷鳥       |
| 2007 | 達科他巫師           |
| 2008 | 愛達荷奔騰           |
| 2009 | 科羅拉多14人         |
| 2010 | 里奧格蘭德山谷毒蛇   |
| 2011 | 愛荷華能量           |
| 2012 | 奧斯汀公牛           |
| 2013 | 里奧格蘭德山谷毒蛇   |
| 2014 | 韋恩堡瘋蟻           |
| 2015 | 聖克魯斯勇士         |
| 2016 | 蘇瀑天空力量         |
| 2017 | 暴龍905              |
| 2018 | 奧斯汀馬刺           |
| 2019 | 里奧格蘭德山谷毒蛇   |
| 2020 | 賽季受到新冠肺炎取消 |
| 2021 | 萊克蘭魔術           |
| 2022 | 里奧格蘭德山谷毒蛇   |
| 2023 | 德拉瓦藍衣           |
| 2024 | 奧克拉荷馬藍色       |

### 獎項
- 最有價值球員
- 總決賽MVP
- 全明星賽MVP
- 年度最佳防守球员
- 年度最具影響力球員
- 最佳進步球員
- 年度最佳新秀
- 年度最佳教練
- 最佳運動精神獎
- 年度最佳球隊行政人員
- 年度最佳籃球行政人員
- NBA發展聯盟最佳陣容
- 最佳防守陣容
- 最佳新秀陣容
- 發展聯盟總冠軍

#### 国家篮球协会发展联盟历届最有价值球员
- 2001-2002 安苏·萨塞，格林维尔最佳队
- 2002-2003 迪文·布朗[19]，费耶特维尔爱国者队
- 2003-2004 提雷·布朗，北查尔斯顿队
- 2004-2005 马特·卡洛[19]，罗诺克炫耀队
- 2005-2006 马库斯·费泽尔[19]，奥斯汀公牛队
- 2006-2007 兰迪·利文斯顿，爱达荷奔腾队